# Зегартовиці (Свентокшиське воєводство)
Зегартовіце (пол. Zegartowice) — село в Польщі, у гміні Імельно Єнджейовського повіту Свентокшиського воєводства.
Населення — 115 осіб (2011).
У 1975-1998 роках село належало до Келецького воєводства.

## Демографія
Демографічна структура на день 31 березня 2011 року:
|          | Загалом | Допрацездатний вік | Працездатний вік | Постпрацездатний вік |
| -------- | ------- | ------------------ | ---------------- | -------------------- |
| Чоловіки | 54      | 9                  | 41               | 4                    |
| Жінки    | 61      | 9                  | 34               | 18                   |
| Разом    | 115     | 18                 | 75               | 22                   |